# Mosbloempje
Het mosbloempje (Crassula tillaea, synoniemen: Crassula muscosa, Crassula tillaea en Tillaea muscosa) is een eenjarige plant uit de vetplantenfamilie. De soort staat op de Nederlandse Rode lijst (planten) als zeldzaam en stabiel of toegenomen in aantal. De plant komt van nature voor in Eurazië.

## Beschrijving
Het 1-5 cm hoge plantje heeft dunne, liggende of opstijgende, stomp vierkantige stengels. De eironde, aan de voet vergroeide bladeren zijn 1-2 mm lang en zitten paarsgewijs aan de stengel. De jonge bladeren zijn groen en verkleuren bij het ouder worden via oranje naar dieprood. Het mosbloempje bloeit van april tot in september met witte of roze, 2 mm grote bloempjes. De bloemen zijn zittend en meestal drietallig. De vrucht is een kokervrucht met een of twee zaden.

## Verspreiding
In Nederland is de zeldzame soort na 1980 flink toegenomen. Hij komt het meest voor aan de kust en is veel zeldzamer in het binnenland, maar kan ook daar plaatselijk vrij algemeen zijn. In Vlaanderen is het mosbloempje sinds 1978 uitgestorven en in Wallonië slechts aanwezig bij Stambruges en Grandglise in Henegouwen.
De plant komt in Nederland vooral voor op natte tot vochtige, maar 's zomers uitdrogende voedselarme grond. Als pionierssoort op open plaatsen en verder langs paden en tussen plaveisel op campings, buitenplaatsen en begraafplaatsen.